# Леляска (комуна)
Леляска (рум. Leleasca) — комуна у повіті Олт в Румунії. До складу комуни входять такі села (дані про населення за 2002 рік):
- Афумаць (172 особи)
- Греєрешть (38 осіб)
- Леляска (691 особа)
- М'єрлічешть (241 особа)
- Тонешть (467 осіб)
- Туфару (101 особа)
- Урші (127 осіб)

Комуна розташована на відстані 135 км на захід від Бухареста, 40 км на північ від Слатіни, 72 км на північний схід від Крайови, 132 км на південний захід від Брашова.

## Населення
За даними перепису населення 2002 року у комуні проживали 1837 осіб, усі — румуни. Усі жителі комуни рідною мовою назвали румунську.
Склад населення комуни за віросповіданням:
| Релігія       | Кількість осіб | Відсоток |
| ------------- | -------------- | -------- |
| православні   | 1832           | 99,7%    |
| римо-католики | 3              | 0,2%     |
| лютерани      | 2              | 0,1%     |